# فيليكس كلاوس
فيليكس كلاوس (بالألمانية: Felix Klaus)‏ (13 سبتمبر 1992 بأوسنابروك في ألمانيا - ) هو لاعب كرة قدم ألماني في مركز الوسط. شارك مع منتخب ألمانيا تحت 17 سنة لكرة القدم ومنتخب ألمانيا لكرة القدم تحت 18 سنة ومنتخب ألمانيا تحت 19 سنة لكرة القدم ومنتخب ألمانيا تحت 20 سنة لكرة القدم ومنتخب ألمانيا تحت 21 سنة لكرة القدم. أما مع النوادي، فقد لعب مع غرويتر فورت ونادي فرايبورغ وهانوفر 96 وSpVgg Greuther Fürth II ‏.

## روابط خارجية
- فيليكس كلاوس على موقع الاتحاد الأوربي (الإنجليزية)
- فيليكس كلاوس على موقع قاعدة بيانات كرة القدم.إي يو (الإنجليزية)
- فيليكس كلاوس على موقع بيانات كرة القدم. دي إي (الألمانية)
- فيليكس كلاوس على موقع Soccerway.com (الإنجليزية)
- فيليكس كلاوس على موقع عالم كرة القدم.نت (الإنجليزية)
- فيليكس كلاوس على موقع AS.com (الإسبانية)